# Barry Cowan
Barry Cowan (Southport, 25 augustus 1974) is een voormalig tennisspeler uit Engeland, die tussen 1991 en 2002 actief was in het professionele circuit. Zijn favoriete grandslamtoernooi was Wimbledon.
Na zijn carrière is Cowan tenniscommentator geworden. Hij geeft o.a. commentaar voor Sky Sports (UK) en de World Feed van de ATP

## Prestatietabel
| Legenda | Legenda                          |
| ------- | -------------------------------- |
| g.t.    | geen toernooi gehouden           |
| l.c.    | lagere categorie                 |
| –       | niet deelgenomen                 |
| G       | uitgeschakeld in de groepsfase   |
| 1R      | uitgeschakeld in de eerste ronde |
| 2R      | uitgeschakeld in de tweede ronde |
| 3R      | uitgeschakeld in de derde ronde  |
| 4R      | uitgeschakeld in de vierde ronde |
| KF      | uitgeschakeld in de kwartfinale  |
| HF      | uitgeschakeld in de halve finale |
| F       | de finale verloren               |
| W       | het toernooi gewonnen            |
| w-v     | winst/verlies-balans             |

### Grand slam, enkelspel
| Toernooi        | 1994 | 1995 |    | 1998 | 1999 | 2000 | 2001 | 2002 |
| --------------- | ---- | ---- | -- | ---- | ---- | ---- | ---- | ---- |
| Australian Open | –    | –    | –  | –    | –    | –    | –    |      |
| Roland Garros   | –    | –    | –  | –    | –    | –    | –    |      |
| Wimbledon       | 1R   | 1R   | 1R | 1R   | 1R   | 2R   | 2R   |      |
| US Open         | –    | –    | –  | –    | 1R   | –    | –    |      |

### Grand slam, mannendubbelspel
| Toernooi        | 1995 |    | 1998 | 1999 | 2000 | 2001 | 2002 |
| --------------- | ---- | -- | ---- | ---- | ---- | ---- | ---- |
| Australian Open | –    | –  | –    | –    | –    | –    |      |
| Roland Garros   | –    | –  | –    | –    | –    | –    |      |
| Wimbledon       | 2R   | 1R | 3R   | 1R   | 1R   | 1R   |      |
| US Open         | –    | –  | –    | –    | –    | –    |      |

### Grand slam, gemengd dubbelspel
| Toernooi        | 1999 | 2000 | 2001 | 2002 |
| --------------- | ---- | ---- | ---- | ---- |
| Australian Open | –    | –    | –    | –    |
| Roland Garros   | –    | –    | –    | –    |
| Wimbledon       | 1R   | 1R   | 1R   | 1R   |
| US Open         | –    | –    | –    | –    |

## Palmares
| Legenda                       |
| ----------------------------- |
| Grand Slam                    |
| Olympische Spelen             |
| Tennis Masters Cup            |
| ATP Masters Series            |
| ATP International Series Gold |
| ATP International Series      |

### ATP-finaleplaatsen mannendubbelspel
| nr.              | finaledatum | toernooi    | ondergrond | partner      | tegenstanders           | score    |         |
| ---------------- | ----------- | ----------- | ---------- | ------------ | ----------------------- | -------- | ------- |
| Verloren finales |             |             |            |              |                         |          |         |
| 1.               | 2001-01-07  | ATP Chennai | hardcourt  | Mosé Navarra | Byron Black Wayne Black | 4-6, 3-6 | details |